# Tachov (powiat Česká Lípa)
Tachov – miejscowość i gmina (obec) w Czechach, w kraju libereckim, w powiecie Česká Lípa. W 2022 roku liczyła 214 mieszkańców.